# Hiroki Iikura
Hiroki Iikura (飯倉 大樹 Iikura Hiroki?), född 1 juni 1986 i Kanagawa prefektur, är en japansk fotbollsspelare.
Iikura började sin karriär 2005 i Yokohama F. Marinos. 2006 blev han utlånad till Rosso Kumamoto. Han gick tillbaka till Yokohama F. Marinos 2007. Han spelade 225 ligamatcher för klubben. 2019 flyttade han till Vissel Kobe. Med Vissel Kobe vann han japanska cupen 2019.